# Форбс, Владимир
Владимир Соареш Форбс (порт. Vladimir Soares Forbs; род. 14 апреля 1992, Бисау) — бисау-гвинейский футболист, полузащитник.
Воспитанник «Маритиму». Начал карьеру в 2013 году в команде «Оэйраш» из третьего по силе дивизиона Португалии. После этого перешёл в японскую «Осаку», а затем в словацкую «Нитру». В чемпионате Словакии Форбс сыграл 7 игр, после чего вернулся в Португалию.
В дальнейшем играл за клубы «Тирсенсе», «Атлетико» (Лиссабон), «Праенсе», «Мафра», «Лориш», «Лоулетану» и «Пинхалновенсе». Завершил карьеру в 2022 году в составе клуба «Ориентал».